# 饭束潮吹
饭束潮吹（日语：／ Iitsuka Shibuki，1988年8月23日—），日本男子帆船运动员。他曾代表日本参加2002年和2006年亚洲运动会帆船比赛，获得一枚金牌和一枚银牌。他也曾参加2020年夏季奥林匹克运动会。